# Enaphalodes cortiphagus
Enaphalodes cortiphagus är en skalbaggsart som först beskrevs av Frank Cooper Craighead, Sr. 1923.  Enaphalodes cortiphagus ingår i släktet Enaphalodes och familjen långhorningar. Inga underarter finns listade i Catalogue of Life.